# بياستر
البياستر أو البياسترا أو البياسترة هي الأسماء المرادفة لعملة القرش في بعض اللغات الأجنبية، وتستمعل لترجمة كلمة القرش في العملات العربية.
والبياستر من من وحدات العملة. ينحدر المصطلح من الكلمة الإيطالية "اللوحة المعدنية الرقيقة". وقد أطلق تجار البندقية في بلاد الشام في القرن السادس عشر هذا الاسم على عملات الدولار الإسباني والذي كان يعرف أيضاً باسم قطعة الثمانية، والبيزو من أصل إسباني من فئة الثمانية، أو ما يُعرف بالبيزو.
وقد لاقت هذه العملات، التي سُكّت باستمرار لقرون، قبولاً واسعاً من التجار في أنحاء كثيرة من العالم. وبعد استقلال دول أمريكا اللاتينية، بدأ تداول البيزو المكسيكي عبر طرق التجارة، وانتشر انتشاراً واسعاً في الشرق الأقصى، ليحل محل عملات الدولار الإسباني التي أدخلها الإسبان في مانيلا، والبرتغاليون في ملقا. وعندما استعمر الفرنسيون الهند الصينية، بدأوا بإصدار عملة البياسترة الفرنسية الجديدة (piastre de commerce)، والتي كانت مساوية في قيمتها للبيزو الإسباني والمكسيكي المعروفين.
في الإمبراطورية العثمانية، كانت كلمة "بياستر" اسماً أوروبياً عامياً لكلمة "قرش". أدت الإصلاحات النقدية المتتالية، بتخفيض قيمة العملة العثمانية، إلى خفض قيمة القرش العثماني بحلول أواخر القرن التاسع عشر، بحيث أصبحت تساوي حوالي بنس (2 بنس) جنيه إسترليني. ومن هنا جاء اسم "القرش" للإشارة إلى نوعين مختلفين من العملات المعدنية في منطقتين مختلفتين من العالم، وكلاهما ينحدر من القطع الإسبانية المكونة من ثمانية أجزاء.
ونظرًا لانخفاض قيمة القروش في الشرق الأوسط، أصبحت هذه القروش أجزاء لعملات الليرة التركية والليرة اللبنانية والجنيه القبرصي والجنيه المصري والدينار الأردني.
كما استمر استخدام البياستر في عملات الهند الصينية حتى خمسينيات القرن العشرين، ثم أُعيدت تسميته لاحقًا ألى الريال في كمبوديا والكيب في لاوس والدونغ في فيتنام.

## قيمة البياستر أو القرش
- 1⁄100 من الجنيه المصري

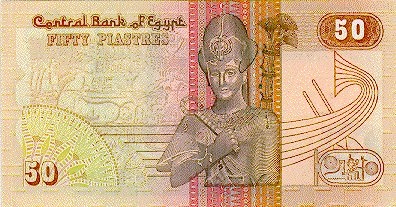
50 قرش مصريا

- 1⁄100 من الدينار الأردني وكذلك يعادل 10 فلوس أردنية
- 1⁄100 من الليرة اللبنانية
- 1⁄100 من جنيه جنوب السودان
- 1⁄100 من الجنيه السوداني
- 1⁄100 من الليرة السورية

### العملات السابقة

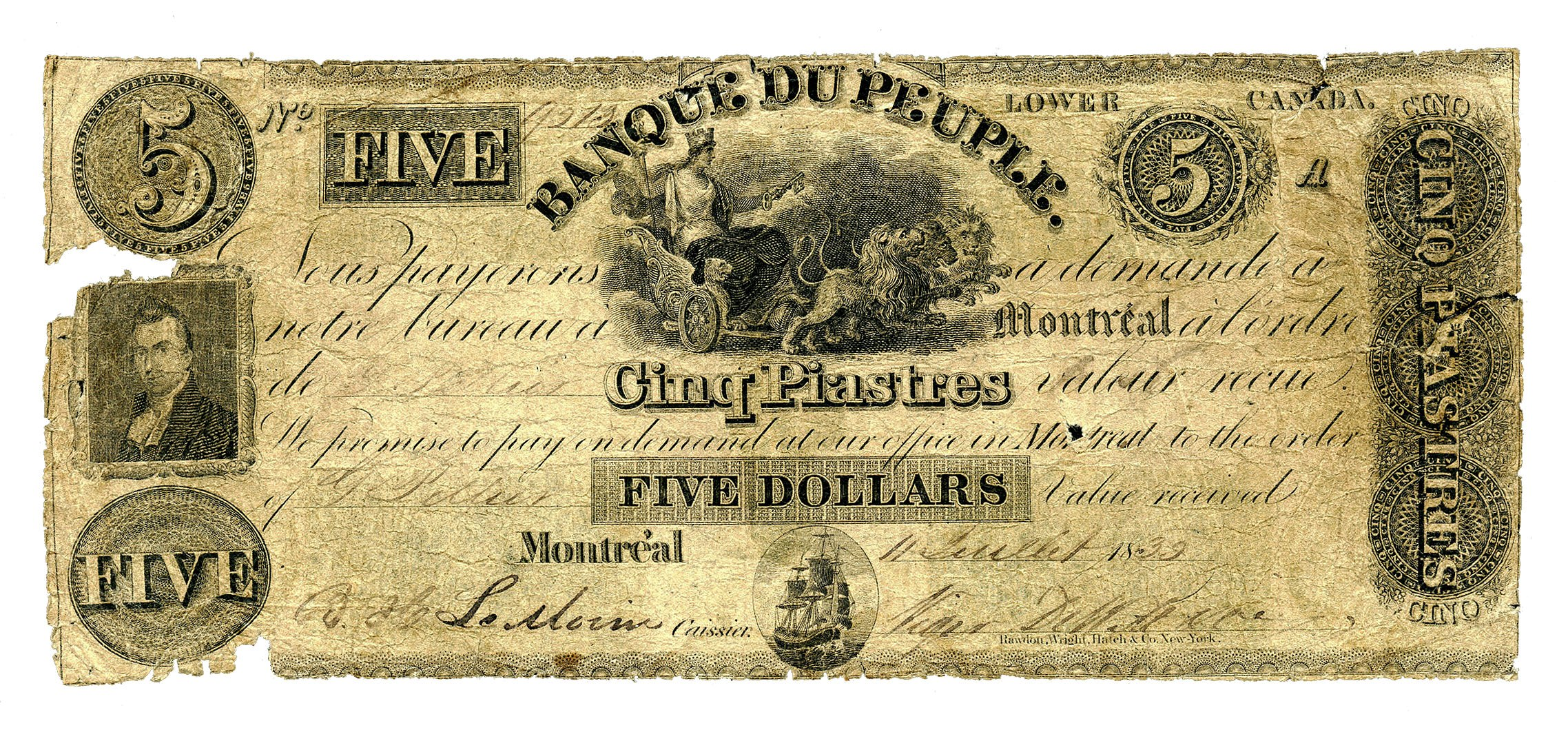
دولار كندي صادر عام 1839 مكتوب عليه "بياستر" باللغة الفرنسية.

- 1⁄180 من الجنيه القبرصي
- 1⁄100 من الجنيه الليبي
- 1⁄100 من الليرة التركية

### استخدامات أخرى
كما استخدم لفظ "بياستر" مرادفا للدولار في اللغة الفرنسية كما الحال في الدولار الكندي في إصدارات قديمة.